# بافورد لونغ
بافورد لونغ (بالإنجليزية: Buford Long)‏ هو لاعب كرة قاعدة أمريكي، ولد في 14 ديسمبر 1931 في ليك ويلز في الولايات المتحدة، وتوفي في 1 سبتمبر 2006 في واوتشولا في الولايات المتحدة.

## وصلات خارجية
- بافورد لونغ على موقع مرجع كرة القدم المحترفة.كوم (الإنجليزية)